# Edward Corbet
Edward Corbet (Pontesbury, 1602 – Londra, 5 gennaio 1658) è stato un religioso inglese, fu membro dell'Assemblea di Westminster.

## Biografia
Nato nello Shropshire, venne educato prima a Shrewsbury, entrò al Merton College di Oxford del quale divenne fellow nel 1624. Il 4 dicembre 1622 ottenne il baccalaureato ed il 4 aprile 1638 ottenne la carica di Proctor. Mentre era al Merton College si oppose strenuamente ai tentativi di riforma religiosa perpetrati dall'Arcivescovo di Canterbury William Laud, e fu testimone dell'accusa al successivo processo per alto tradimento contro lo stesso Laud. Allo scoppio della guerra civile, dal momento che l'Università di Oxford era presidiata da truppe realiste venne privato della sua fellowship ed espulso da Oxford per non aver sottoscritto la causa del re. Per le sue adesioni al puritanesimo venne nominato all'interno dell'Assemblea di Westminster e chiamato ripetutamente a recitare i suoi sermoni al cospetto della Camera dei Comuni. Per ordinanza dello stesso Parlamento, gli venne concesso il rettorato della parrocchia di Chatham nel Kent il 17 maggio 1643. Fu tra i sette predicatore inviati dalla Camera dei Comuni ad Oxford per un tentativo di riconciliazione tra il Parlamento puritano e gli accademici dell'Università di Oxford nel 1646. Tuttavia l'antiquario e storico di Oxford, Anthony Wood, sostiene che ben presto Corbet decise di rinunciare a questo compito e rassegnò le dimissioni.

Il 20 gennaio 1648 venne nominato visitor della stessa Università di Oxford per conto del Parlamento, con lo scopo di introdurre in essa le correzioni dottrinali e religiose volute dalla fede puritana, e nel contempo oratore presso il locale Christ Church, in sostituzione dell'espulso Henry Hammond, di provata fede realista. Tuttavia, per problemi di coscienza, egli rassegnò le dimissioni da entrambe le cariche in agosto dello stesso anno. Nel frattempo, il 12 aprile 1648 aveva ottenuto il titolo di Doctor of Divinity. Agli inizi del 1649 venne incaricato come ministro della fede per la parrocchia di Great Hasely, nelle vicinanze di Oxford, dove continuò a svolgere il suo incarico di predicatore fino alla sua morte, avvenuta a Londra nel 1657 all'età di cinquantacinque anni. Venne sepolto nel presbiterio della sua chiesa il 14 gennaio 1658, al fianco di sua moglie, Margaret, morta nel 1656 e figlia di Sir Nathaniel Brent, traduttore della Storia del Concilio di Trento di Paolo Sarpi e proctor presso il Merton College.